# Ouratea grosourdyi
Ouratea grosourdyi là một loài thực vật có hoa trong họ Ochnaceae. Loài này được (Tiegh.) Steyerm. mô tả khoa học đầu tiên năm 1952.